# Pardosa tasevi
Pardosa tasevi este o specie de păianjeni din genul Pardosa, familia Lycosidae, descrisă de Buchar, 1968. Conform Catalogue of Life specia Pardosa tasevi nu are subspecii cunoscute.